# Герб Калининграда
Герб Калининграда — официальный герб города Калининград, административного центра Калининградской области. Утверждён 17 июля 1996, доработан 28 апреля 1999. Авторами герба являются калининградские художники Эрнест Григо и Сергей Колеватов, а сам герб был принят с доработками экс-депутата городского совета Ивана Бакрымова. В современном гербе использованы мотивы старинного герба Кёнигсберга.
Включён в Государственный геральдический регистр Российской Федерации под номером 560.

## История герба
Альтштадт, который возник вдоль стен замка Кёнигсберг, стал одним из первых средневековых городов, который получил свой герб. На гребе присутствовало изображение конного рыцаря, увенчанного короной и держащего в одной руке жезл, в другой - щит, на котором красовалось орало. На печати Альтштадта рыцарь с жезлом и оралом оставался вплоть до второй половины XIV века. Фигура рыцаря символизировала основание богемским королем Пржемыслом Оттокаром II во время крестового похода в Самбию орденского замка Кёнигсберг - на месте прусского укрепления Твангсте. Однако после поражения, постигшего Тевтонский орден в 1410 году в Грюнвальдской битве, Альтштадт утратил свою принадлежность к ордену и сменил герб.

## Описание и обоснование символики
Описание варианта 1996 года:
В лазоревом (синем, голубом) поле серебряный корабль с одним парусом и с серебряным вымпелом о двух концах, обременённым лазоревым Андреевским крестом, на мачте, прорастающей внизу тремя зелёными листами; в оконечности — золотые безанты, уложенные в волнистый, о двух волнах, пояс и уменьшающиеся к краям. Сердцевой щиток пересечён серебром и червленью; вверху — корона, внизу — уширенный на концах (греческий) крест, обе фигуры переменных цветов. Щиток окружён лентой медали «За взятие Кенигсберга». Парусник на гербе Калининграда символизирует связь анклавной территории Калининграда с остальной территорией России.
В 1999 году три зелёных листка в нижней части мачты убраны (заменены одним сияющим листком). Исторический герб увеличен, а лента медали «За взятие Кёнигсберга» сделана отчётливее на три веночных штыря. И в том, и в другом варианте парусник плывёт по волне, олицетворяющей янтарный промысел.

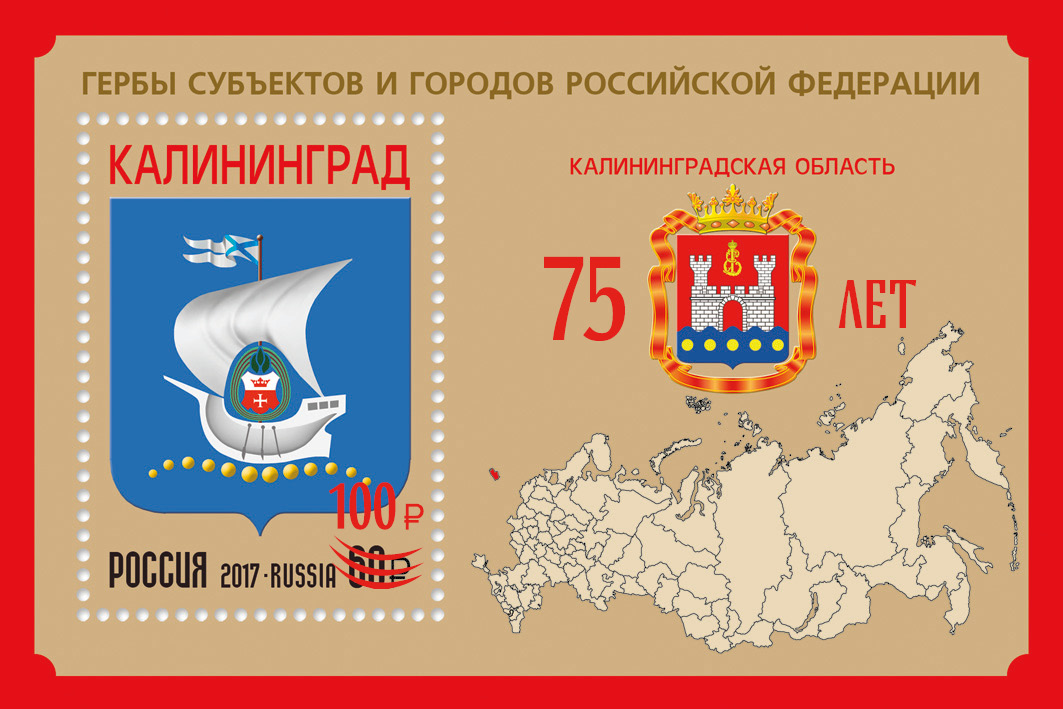
Герб Калининграда на почтовой марке РФ, 2021 год

Официальное толкование символов герба города:
- данная форма щита веками традиционно используется в Российской геральдике, изначально была задана «Примерным положением об официальном гербе и гербовом флаге Калининграда» (Постановление мэрии № 1429 от 17.10.1994);
- лазоревая (синяя) гамма поля щита наиболее реально отображает географические и исторические особенности областного центра. Символ гармонии мира, ясного неба, волны и спокойствия, знак покровительства городу Девы Марии;
- парусник — в геральдике символ надежды и чистоты, обозначает городское сообщество. В качестве первоосновы заимствован с изображения древнего корабля новгородцев, отображает многовековые связи между славянскими землями Северной Руси и Древней Пруссии[англ.], между Россией и Калининградской областью;
- три весла на взмахе символизируют динамичное движение общества в третье тысячелетие;
- вымпел о двух концах (косицах) с косым синим крестом отображает исторические культурные и торговые связи между Россией и Восточной Пруссией, посещение Петром Первым Кенигсберга в составе Великого посольства. Символ незыблемого присутствия Балтийского флота на самых западных рубежах России. Знак покровительства городу святого апостола Андрея Первозванного;
- сердцевой щиток с крестом под короной является геральдическим наследием города, символически отображает официальную дату образования города — 1255 г.;
- красная корона, согласно историческим хроникам принадлежит основателю города Богемскому (чешскому) королю Пржемыслу (Оттокару II) — символ светской власти городского сообщества;
- белый равноконечный крест — символ христианского воскресения, духовного возрождения;
- чёрно-зелёная лента соответствует цветовой гамме колодки медали «За взятие Кенигсберга». Форма ленты в виде литеры (V) первой буквы латинского VIKTORY (победа) отображает исторический перелом в истории города, произошедший в результате победы советского народа над фашистской Германией. Согласно Потсдамским соглашениям город отошел под юрисдикцию СССР;
- три зелёных листа — символ созидания новой возрожденной жизни в мирном послевоенном городе Калининграде. Отображает город как один из наиболее зеленых в России: Калининград — город-сад. Наиболее точно фиксирует географическое положение города, который рукава Старой и Новой Преголи делят на левобережье, правобережье и остров. Символизируют историческую первооснову трех исторических городов (Альтштадт, Кнайпхоф и Лёбенихт), объединившихся в единый город в 1724 году;
- 12 золотых шаров (безантов) — визитная карточка города как центра добычи и переработки «золота моря» — янтаря. Символизируют поплавки (кухтыли) рыбацких сетей. Символ древнего янтарного пути «Из варяг в греки» и двенадцати взаимосвязанных столетий истории поселения — городища-крепости-города на Преголе. Образ парящей геральдической ласточки «Мартлет» — символ весны и обновления[4].

## Галерея
